# Ips duplicatus
Ips duplicatus es una especie de escarabajo del género Ips, tribu Ipini, familia Curculionidae. Fue descrita científicamente por Sahlberg en 1836.
Se mantiene activa durante los meses de enero, febrero, abril, mayo, junio, julio, agosto, septiembre y ocutubre.

## Distribución
Se distribuye por Estonia, Noruega, Finlandia, Suiza, Rusia, Suecia, Liechtenstein, Polonia, Alemania, Bielorrusia, Chequia y Lituania.